# Kanton Prats-de-Mollo-la-Preste
Prats-de-Mollo-la-Preste is een voormalig kanton van het Franse departement Pyrénées-Orientales. Het kanton maakte deel uit van het arrondissement Céret. Het werd opgeheven bij decreet van februari 2015 met uitwerking op maart 2015. Alle gemeenten werden opgenomen in het nieuwe kanton Le Canigou.

## Gemeenten
Het kanton Prats-de-Mollo-la-Preste omvatte de volgende gemeenten:
- Coustouges
- Lamanère
- Le Tech
- Prats-de-Mollo-la-Preste (hoofdplaats)
- Saint-Laurent-de-Cerdans
- Serralongue